# Kanton Vallet
Kanton Vallet (fr. Canton de Vallet) je francouzský kanton v departementu Loire-Atlantique v regionu Pays de la Loire. Tvoří ho pět obcí.

## Obce kantonu
- La Chapelle-Heulin
- Le Pallet
- La Regrippière
- Mouzillon
- Vallet